# Wołyń (Czyżów)
Wołyń – część  wsi Czyżów w Polsce, położona w województwie świętokrzyskim, w powiecie kieleckim, w gminie Łagów.
W latach 1975–1998 Wołyń należał administracyjnie do województwa kieleckiego.